# Phlomis purpurea
Phlomis purpurea – вид рослин родини глухокропивові (Lamiaceae).

## Опис
Стебла 50–200 см, розгалужене, густо запушені зірчастими волосками. Стебла і гілки чотирикутні. Прикореневі листки 40–90 × 15–35 мм, тупі, серцеподібні або обрізані біля основи, зелені зверху і білуваті знизу з багатьма зірчастих волосками. Віночок 25–28 мм, рожевий. Цвіте з березня по червень.

## Поширення
Піренейський півострів, пн. Марокко. Він росте на глині, мергелю або гіпсу.

## Галерея

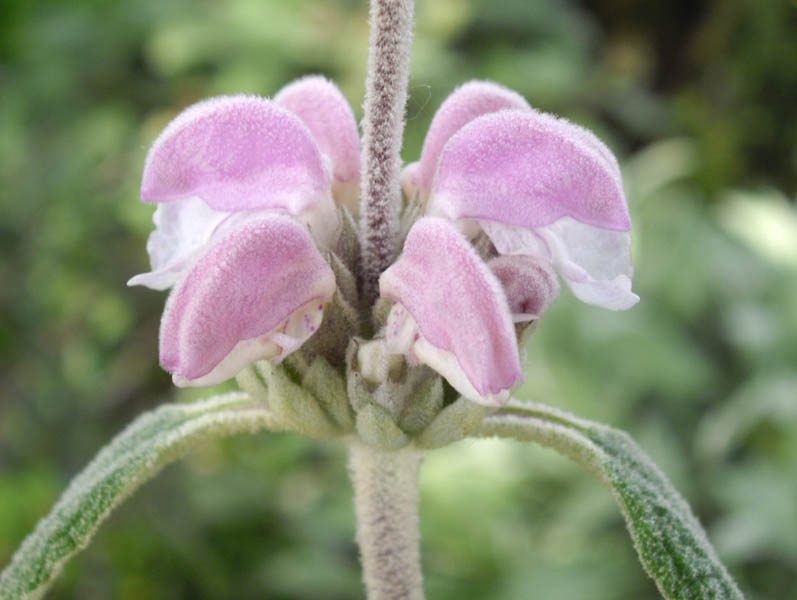
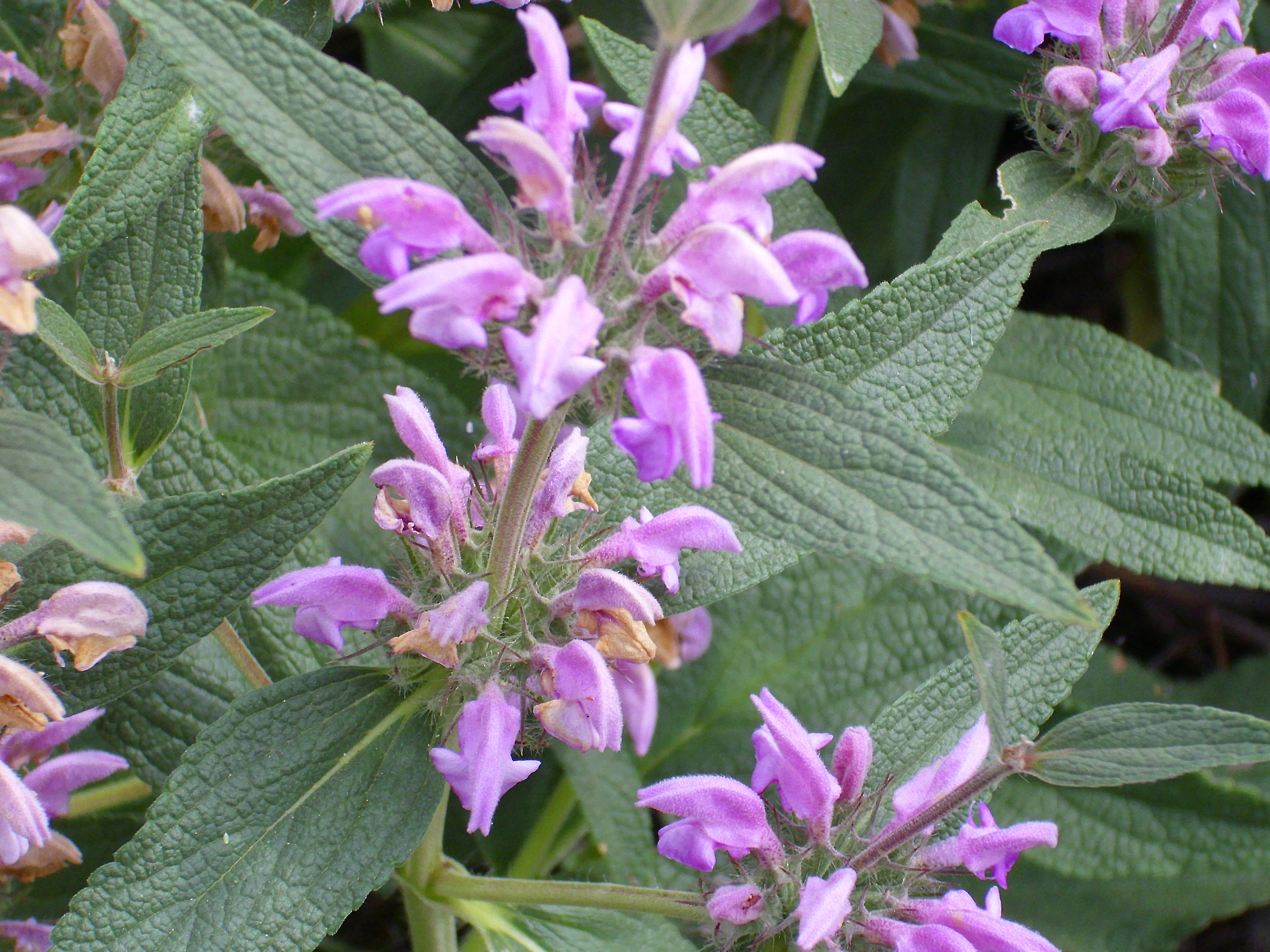
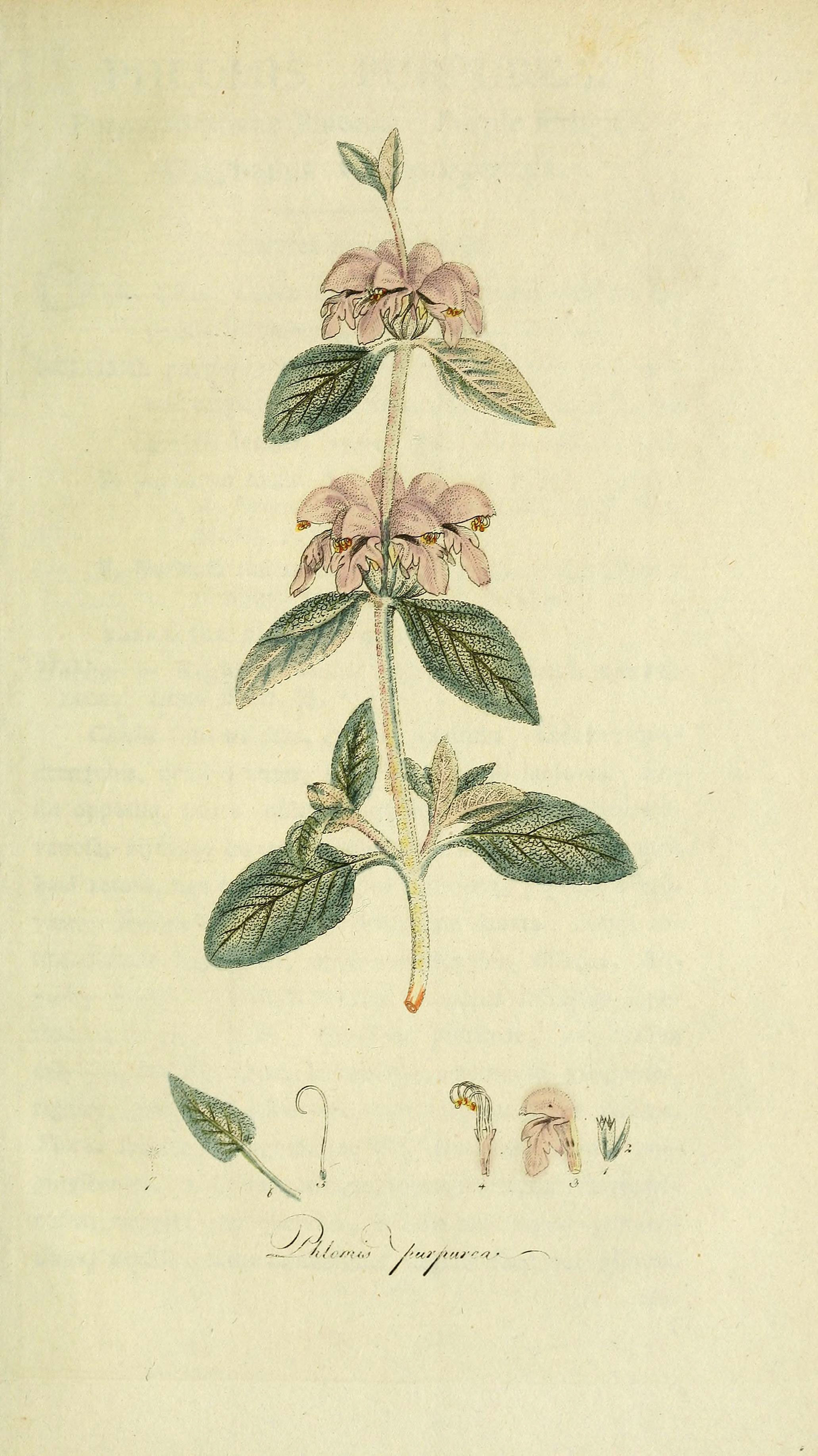